# Vertigo occulta
Vertigo occulta es una especie de molusco gasterópodo de la familia Vertiginidae en el orden Stylommatophora.

## Distribución geográfica
Es endémica de Estados Unidos.